# Gekijōban Cardcaptor Sakura: Fuuin Sareta Card
 Gekijōban Cardcaptor Sakura Fūin Sareta Card (劇場版カードキャプターさくら 封印されたカード Gekijōban Kādokyaputā Sakura Fūin Sareta Kādo, Thủ lĩnh thẻ bài Sakura và lá bài bị phong ấn) là phim anime thứ 2 Cardcaptor Sakura của CLAMP. Hoạt hình được sản xuất bởi Madhouse, đạo diễn phim là Asaka Morio và được viết bởi Ōkawa Nanase (Tác giả chính của Clamp). Phim giành được giải Feature Film Award tại Animation Kobe 2000. Phim được phát hành thành DVD năm 2003.